# OF-40
OF-40 — основний бойовий танк другого покоління вироблений у співпраці компаній OTO Melara та Fiat і розрахований перш за все на експорт. OTO Melara розробляє та виробляє корпуси, а автоматичні компоненти виробляє Fiat (назва танку походить з перших літер назв компаній, а цифра «40» відповідала запланованій масі танку). Початкова робота над конструкцією почалася OTO Melara у 1977, а перший прототип був готовий у 1980.

## Конструкція
Частково конструкція, OF-40 була дуже схожа на німецький Leopard 1 зі зварною баштою (Leopard 1A3 та 1A4). OF-40 мав деякі однакові компоненти з Leopard 1, які також вироблялися по ліцензії компанією OTO Melara з 1974. OF-40 має класичну танкову схему. Водій розташований спереду-справа корпусу, поряд з боєкомплектом та захистом від ЗМУ і системою захисту від надлишкового тиску зліва від водія. Башта розташована у центрі танку, з місцями командиру та навідника справа та заряджаючого зліва.

## Озброєння
Озброєння складається зі 105 мм нарізної гармати, довжиною 52-калібри, розробленою OTO Melara спеціально для цього танку. Гармата має термокожух, ежектор та полу-автоматичний механізм казенника. Гармата наводиться по-вертикалі та горизонталі за допомогою системи електро-гідравлічних приводів. Гармата не стабілізована. До боєкомплекту входять 105 мм снаряди стандарту НАТО: БПС (1470 м/с дульна швидкість), КС (1170 м/с), БФС (730 м/с), запальні та димові снаряди. Два 7,62 мм кулемети складають додаткове озброєння: спарений кулемет з електричним спуском та зенітний кулемет встановлений перед люком заряджаючого.
Танк має покращену систему керування вогнем, яку розробила компанія Officine Galileo. Командирська башточка оснащена незалежним стабілізованим панорамним прицілом VS 580-B для ведення спостереження у день та вночі зі збільшенням 8x. Приціл розташовано у броньованій башті перед люком командира. У навідника встановлено телескопічний приціл 8x C125 для ведення вогню з гармати та спареного кулемета. Цей приціл поєднано з лазерним далекоміром Selenia VAQ-33 ефективна дальність якого від 400 до 10,000 м.

## Рушій
OF-40 має німецький дизельний двигун MTU MB 838 Ca M500 потужність якого 819 к.с. MB 838 Ca M500 це чотиритактний, з турбонаддувом, 10-циліндровий багатопаливний двигун з конфігурацією 90° Vee. Двигун має рідинне охолодження і додатково оптимізований для роботи в посушливих умовах з автоматичною системою повітряного охолодження, яка визначає умови перегріву і включає охолоджуючий вентилятор у МТВ. У МТВ також встановлено автоматичну систему пожежогасіння.
З бортів розташовано 14 (2×7) обрезинених котків, два лінивці знаходяться спереду, два ведучі котки позаду і десять (2×5) підтримуючих котків. Темін служби гусениць складає приблизно 2,500 км. OF-40 має незалежну торсіонну підвіску з гідравлічними амортизаторами і фрікційні демпфери на першій, другій, третій, шостій та сьомій парах котків.
Танк також може переміщатися під водою на невеликій глибині за допомогою шноркеля.

## Продаж
Танк проходив випробування у Таїланді, демонструвався у Єгипті та пропонувався для місцевого виробництва у Іспанії та Греції, але єдине замовлення надійшло від Об'єднаних Арабських Еміратів. Перше замовлення від ОАЕ на 18 OF-40 надійшов у 1981. За ним надійшло замовлення на ще 18 OF-40 і 3 OF-40 були перероблені на броньовану ремонто-евакуаційну машину у 1985. Більше OTO Melara не пропонувала OF-40.

## Варіанти
OF-40 Mk.2: Версія Mk.2 танку OF-40 оснащена покращеною системою керування вогнем OG14LR яка включає стабілізовано гармату і покращені сенсори. Версія Mk.2 мала покращений денний/нічний перископ командира, покращений приціл з перемінною кратністю 7x та 14x для навдіника та камеру LLLTV на башті яка допомагає вести спостереження вночі та ідентифікувати цілі на відстані до 2 км з передачею зображення на монітори навідника та командира. Всі танки ОАЕ OF-40 були оновлені до стандарту Mk.2.
OF-40 ARV: Броньована рементно-евакуаційна машина на шасі OF-40, екіпаж складає 4 особи та встановлено 18-тонний кран, 35-тонну лебідки, бульдозерний відвал та зварювальний набір.
OF-40 SPAAG: У серію не увійшла, самохідна зенітна установка схожа на Gepard.

## Розробки на базі шасі
Palmaria: Корпус OF-40 пізніше було використано як базу для самохідної артилерійської установки Palmaria. Palmaria була прийнята краще ніж танк OF-40, 210 машин замовила Лівія та 25 Нігерія. Аргентина замовила башти Palmaria для встановлення на шасі легкого танку TAM.
Otomatic: Корпуси Leopard 1 та OF-40 використовували для виробництва самохідної зенітної артилерійської установки Otomatic.

## Оператори
- ОАЕ: 36 OF-40 Mk.2, 3 OF-40 ARV.

## Схожа техніка
- Німеччина Leopard 1
- Франція AMX-30
- США M60 Patton